# Alexander Kovalenko
Pour les articles homonymes, voir Kovalenko.
Alexander Kovalenko est joueur biélorusse de volley-ball, né le 12 octobre 1978 en Pologne. Il mesure 1,96 m et joue réceptionneur-attaquant.

## Clubs
| Club                  | Pays        | De        | À         |
| --------------------- | ----------- | --------- | --------- |
| Kommunalnik Grodno    | Biélorussie |           | 2002-2003 |
| Arona Tenerife        | Espagne     | 2003-2004 | 2003-2004 |
| SSK Ankara            | Turquie     | 2004-2005 | 2004-2005 |
| Dunkerque Volley-Ball | France      | 2005-2006 | 2005-2006 |
| GFCO Ajaccio          | France      | 2006-2007 | …         |